# Grasweichwanze

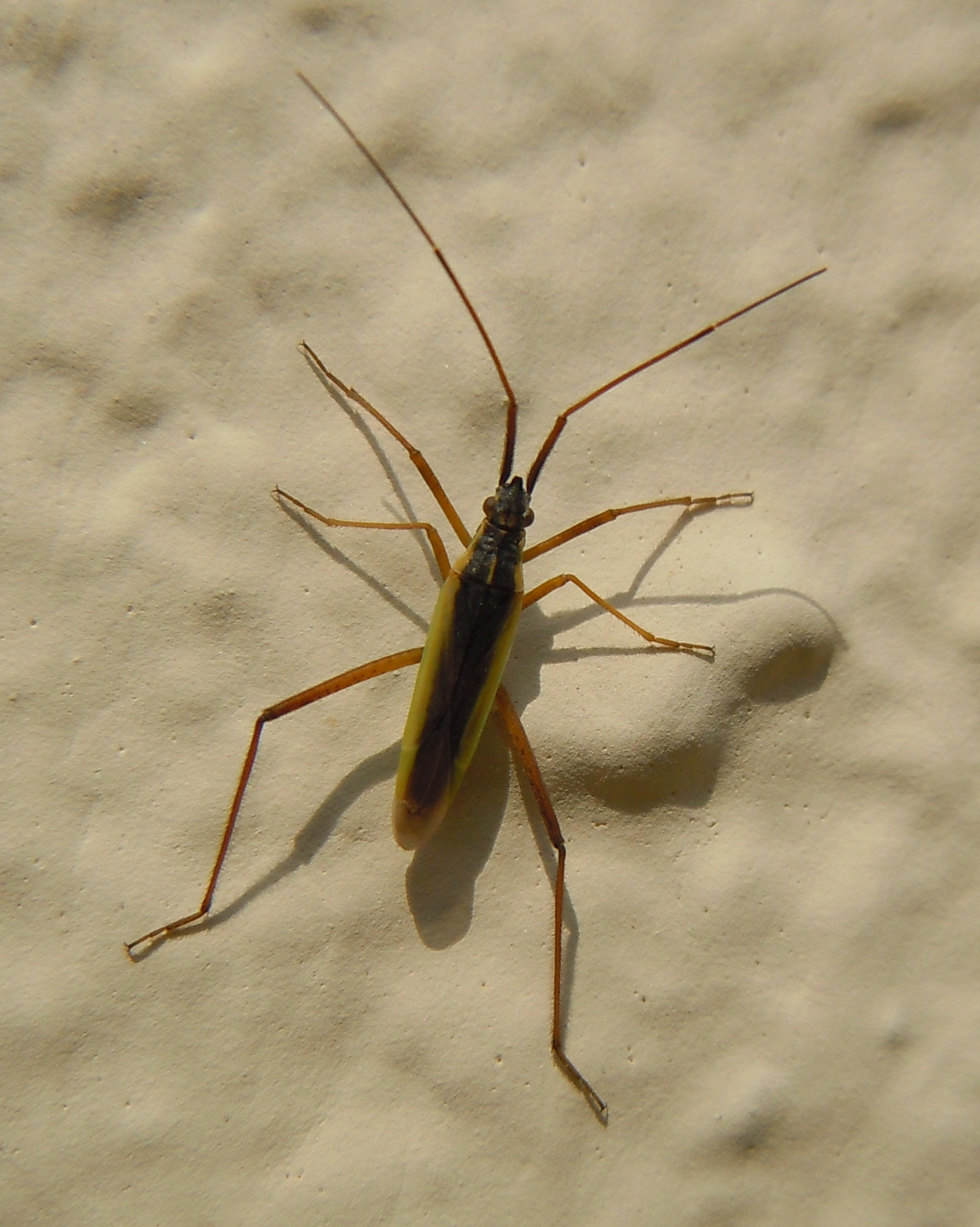
Männchen

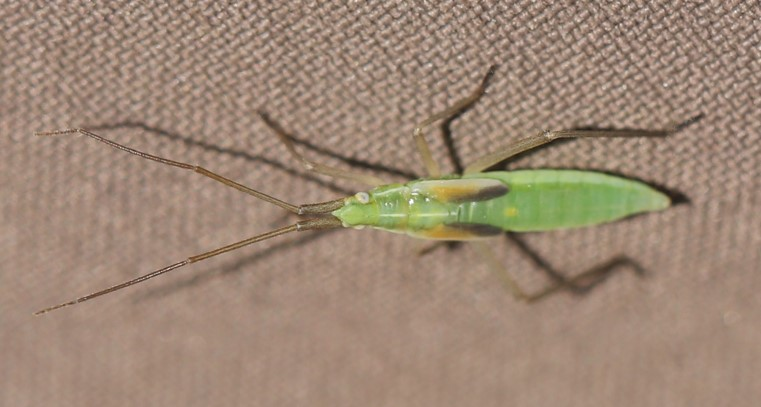
Reife Nymphe im Mai

Die Grasweichwanze (Notostira elongata) ist eine Wanzenart aus der Familie der Weichwanzen (Miridae).

## Merkmale
Die Wanzen werden 6,0 bis 8,7 Millimeter lang. Die Arten der Gattung Notostira haben einen langgestreckten Körper mit einer länglichen Furche zwischen den Facettenaugen. Männchen und Weibchen unterscheiden sich im Aussehen (Sexualdimorphismus). Männchen sind oberseits schwarz und haben gelblich-grüne Seitenränder. Die Weibchen sind viel blasser gefärbt und ähneln Stenodema laevigata. Ihr Pronotum ist jedoch glatt und nicht punktiert und das erste Fühlerglied und die Schienen (Tibien) der Hinterbeine sind dicht dunkel behaart. Notostira erratica ist der Art extrem ähnlich. Die Männchen sind voll geflügelt (makropter), die Weibchen haben leicht verkürzte (brachyptere) Flügel. Die Körpergrundfarbe der beiden Generationen entspricht jahreszeitlich den bewohnten Lebensräumen. Die Sommergeneration hat eine überwiegend gelblich-grüne Grundfarbe, die Herbstgeneration ist grau-braun und rötlich.

## Vorkommen und Lebensraum
Die Art ist in Europa, Nordafrika und östlich bis Sibirien und China verbreitet. In Deutschland ist die Art weit verbreitet, in Österreich ist sie verbreitet. Sie ist häufig. Besiedelt werden sehr viele verschiedene, mäßig feuchte bis trockene, sonnige bis halbschattige Lebensräume. Man findet sie aber vor allem an offenen, sonnigen Orten mit Böden mit höherem Nährstoffgehalt, beispielsweise an Wegrändern, Ruderalflächen, gedüngten Wiesen oder auch an Getreidefeldern.

## Lebensweise
Die Wanzen leben an Gräsern, bevorzugt an Agropyron, Schwingel (Festuca), Rispengräser (Poa), Zwenken (Brachypodium), Honiggräser (Holcus) und Straußgräser (Agrostis). Sie sind aber auch an Wiesen-Fuchsschwanz (Alopecurus pratensis) und Gewöhnlichem Knäuelgras (Dactylis glomerata) nachgewiesen. Die Art lebt aber sicher auch an anderen Süßgräsern (Poaceae). Die Wanzen der ersten Generation saugen überwiegend an den Halmen und Blättern der Pflanzen, die zweite Generation auch an den Ähren.
Die Weibchen legen ihre Eier in Gruppen im Spalt zwischen Blattscheide und Halm der Gräser ab. Möglicherweise legen die Weibchen der Sommergeneration ihre Eier auch an den Ähren ab, dies ist jedoch nicht untersucht. Nur die Männchen sind flugfähig. Es überwintern nur die begatteten Weibchen in trockener Streu. Pro Jahr werden zwei Generationen ausgebildet. Die Weibchen legen ihre Eier im April und Mai ab, die adulten Tiere der Sommergeneration treten ab Juni und Juli auf. Diese legen ihre Eier wiederum im Juli und August ab, aus denen sich bis August die adulten Wanzen der Herbstgeneration entwickeln. Nach der Paarung sterben die Männchen bis November ab.

## Belege